# Jamundí
Jamundí là một khu tự quản thuộc tỉnh Valle del Cauca, Colombia. Thủ phủ của khu tự quản Jamundí đóng tại Jamundí Khu tự quản Jamundí có diện tích 603 ki lô mét vuông. Đến thời điểm ngày 28 tháng 5 năm 2005, khu tự quản Jamundí có dân số 48145 người.